# Ge oss än en stund av nåd
Ge oss än en stund av nåd (ursprunglig början Giv oss än en nådestund) är en bönepsalm skriven 1877 av Lina Sandell-Berg. Texten bearbetades 1948 och 1986 av Harry Lindström. Musiken till psalmen är hämtad ur Ahnfelts sånger från 1868. Psalmen är tänkt att användas vid inledningen av gudstjänster eller strax före en predikan.
Melodin är densamma som till Var jag går i skogar, berg och dalar.

## Publicerad i
- Svensk söndagsskolsångbok 1908 som nr 101 under rubriken Samlingssånger.
- Svenska Missionsförbundets sångbok 1920 som nr 536 under rubriken Ordets predikan.
- Psalmer och sånger 1987 som nr 438 under rubriken "Kyrkan och nådemedlen - Helg och gudstjänst".[1]
- Verbums psalmbokstillägg 2003 som nr 722 under rubriken Ordet.